# 基貞親王
基貞親王（もとさだしんのう）は、淳和天皇の第三皇子。官位は三品・上総太守。

## 経歴
仁明朝の承和11年（844年）三品に叙せられ、承和13年（846年）上総太守に任じられる。承和15年（848年）2月に上総国で俘囚の丸子廻毛らが反乱を起こす。反乱はまもなく鎮圧されるが、翌嘉祥2年（849年）病気を理由に入道を願う上表を行い、許されて出家し大乗戒を受ける。
清和朝の貞観11年（869年）9月21日に病により薨去。享年43。
容貌が清く秀でており、非常に誠実で孝行心があったという。

## 官歴
『六国史』による。
- 承和元年（834年） 11月30日：賜越前国坂井郡荒田20町
- 承和11年（844年） 正月7日：三品
- 承和13年（846年） 正月13日：上総太守
- 嘉祥2年（849年） 12月8日：出家（三品上総太守）
- 貞観11年（869年） 9月21日：薨去[3]